# Différences liées au genre dans le suicide
Les différences liées au genre dans le suicide ont été montrées comme étant significatives mais complexes, qu'il s'agisse de tentatives de suicide ou de suicides aboutis.
L'écart peut varier considérablement entre les pays. Les statistiques montrent qu'en 2008, en 2012 et en 2016, 1,8 fois plus d'hommes que de femmes sont morts par suicide dans le monde, ce rapport valant 1,6 en 2000. En 2008, il s'élevait à 3,6 sur le continent américain et à 4,0 en Europe. Cependant, mondialement, les femmes comptabilisent 2 à 4 fois plus de tentatives de suicide que les hommes,. La différence entre suicides tentés et aboutis a été attribuée par certains à l'utilisation de moyens plus létaux par les hommes,,. 
Des études suggèrent que la prévalence des pensées suicidaires est significativement plus élevée chez les femmes que chez les hommes,.

## Vue d'ensemble
| Rang | Pays         | Hommes | Femmes | Total | Année |
| ---- | ------------ | ------ | ------ | ----- | ----- |
| 1    | Lituanie     | 52.5   | 7.9    | 28.6  | 2009  |
| 2    | Corée du Sud | 35.6   | 18.5   | 26.3  | 2009  |
| 3    | Biélorussie  | 43.0   | 7.7    | 24.0  | 2009  |
| 4    | Kazakhstan   | 40.4   | 8.4    | 23.5  | 2009  |
| 5    | Russie       | 41.3   | 6.9    | 22.8  | 2009  |
| 6    | Japon        | 28.3   | 10.1   | 19.1  | 2009  |
| 7    | Hongrie      | 32.1   | 7.6    | 19.0  | 2009  |
| 8    | Lettonie     | 33.5   | 5.7    | 18.6  | 2009  |
| 9    | Ukraine      | 32.2   | 5.2    | 17.6  | 2009  |
| 10   | Finlande     | 25.4   | 8.9    | 17.1  | 2009  |

Le rôle que joue le genre comme facteur de risque de suicide a été étudié en profondeur. Alors que les femmes, selon une étude, peuvent montrer des taux plus élevés de comportements suicidaires non fatals et de pensées suicidaires, les hommes ont un plus haut niveau de suicides aboutis,. Cependant, une étude de 2009 tend à montrer qu'il y a peu, voire aucune, différences de pensées suicidaires entre les hommes et les femmes. Une étude de 2008 sur les tentatives de suicide à l'adolescence selon le genre a trouvé que la jeunesse était un facteur à risque chez la femme adolescente, et que ce risque diminuait avec l'âge contrairement à l'adolescent mâle qui a un taux stable. Pour les hommes, le taux de tentative de suicide reste assez constant lorsque l'âge est contrôlé. Les hommes et les femmes ont également tendance à différer dans leurs méthodes de suicide et les réponses à leurs pensées suicidaires.

### Facteurs
De nombreux chercheurs ont tenté de trouver des explications au fait que le genre soit un indicateur significatif pour le suicide.
En 1981, le suicide des hommes a été 1,9 fois plus élevé que chez les femmes au Royaume-Uni. En 2012, le taux de suicide masculin a augmenté jusqu'à trois fois plus que le taux de suicide des femmes. L'explication la plus fréquente s'appuie sur les constructions sociales de l'hégémonique de la masculinité et de la féminité. Selon la littérature sur le genre et le suicide, les taux de suicide des hommes sont expliqués en termes de rôles de genre traditionnels. Le rôle de genre masculin a tendance à accentuer le niveau de force, l'indépendance et les comportements à risque. Le renforcement de ce rôle de genre empêche souvent les hommes de chercher de l'aide lors de pensées suicidaires et de dépression.
De nombreux autres facteurs ont été mis en avant comme étant la cause du paradoxe du genre. Une partie de l'écart peut être expliquée par des niveaux accrus de stress qui résultent des rôles de genre traditionnels. Par exemple, le décès de l'un des époux et le divorce sont des facteurs de risque de suicide chez les deux genres, mais l'effet est quelque peu atténué pour les femmes. Dans le monde occidental, les femmes sont plus susceptibles de maintenir des liens sociaux et familiaux qui leur permettent d'obtenir de l'aide après la perte de leur conjoint. Un autre facteur étroitement lié aux rôles de genre est le statut de l'emploi. La vulnérabilité des hommes peut être accrue au cours des périodes de chômage, en raison des attentes de la société selon lesquelles les hommes devraient pourvoir à leurs besoins et à ceux de leur famille.
Il a été noté que l'écart entre les genres est moins marqué dans les pays en développement. Une théorie mise en avant pour le plus petit intervalle est l'accroissement de la charge de la maternité en raison des normes culturelles. Dans les régions où l'identité des femmes est construite autour de la famille, avoir de jeunes enfants peut être en corrélation avec une réduction des risques de suicide. Dans le même temps, la stigmatisation liée à l'infertilité ou le fait d'avoir des enfants en dehors du mariage, peut contribuer à l'augmentation du taux de suicide chez les femmes.
En 2003, un groupe de sociologues a examiné l'écart entre les genres concernant le suicide, en considérant la façon dont les facteurs culturels pouvaient y participer. Les quatre facteurs culturels suivants : la puissance de la différence, l'individualisme, l'incertitude, et la masculinité, ont été mesurés pour 66 pays, en utilisant les données de l'Organisation mondiale de la santé. Les croyances culturelles concernant l'individualisme étaient le plus étroitement liées à l'écart entre les genres ; les pays tenant la valeur de l'individualisme en haute estime, ont montré de plus hauts taux de suicides masculins. La puissance de la différence, définie par la séparation sociale des personnes en fonction de leurs revenus ou du statut social, était négativement corrélée avec le suicide. Toutefois, les pays ayant de hauts niveaux de différences entre les classes sociales avaient des taux plus élevés de suicide des femmes. L'étude a conclu que la stabilisation des facteurs culturels avait un impact plus fort sur le taux de suicide chez les femmes que sur celui des hommes.

### Différentes méthodes selon le genre
La différence rapportée entre les taux de suicide chez les hommes et les femmes est causée en partie par les méthodes utilisées par chaque genre. Bien que les femmes aient un taux plus élevé de tentatives de suicide, elles sont plus susceptibles d'utiliser des méthodes qui sont moins immédiatement mortelles. Les hommes ont des suicides plus fréquemment aboutis via des actions telles que la pendaison, l'empoisonnement au monoxyde de carbone, et des armes à feu. Ceci est en contraste avec les femmes, qui ont tendance à absorber des surdoses de médicaments. Alors que le surdosage peut être mortel, il est moins immédiat et, par conséquent, plus susceptibles d'être empêché avant le décès. En Europe, où la divergence entre les genres est la plus grande, une étude a montré que la méthode la plus fréquemment employée par les genres était la pendaison ; cependant, son utilisation était significativement plus élevée chez les hommes (54,3 %) que chez les femmes (35,6 %). La même étude a révélé que la seconde méthode la plus courante étaient l'utilisation d'armes à feu (9,7 %) chez les hommes, et les intoxications médicamenteuses (24,7 %) chez les femmes.

### Des stratégies de prévention
Le département de la Santé et des Services sociaux des États-Unis et la Fondation américaine pour la prévention du suicide (en) adressent différentes méthodes de réduction du suicide, mais ne reconnaît pas les besoins distincts des hommes et des femmes. En 2002, l'English Department of Health a lancé une campagne de prévention du suicide qui s'adresse aux groupes à haut risque, notamment les jeunes hommes, les prisonniers, et les personnes ayant des troubles de santé mentale. La Campaign Against Living Miserably (en) est un organisme de bienfaisance au Royaume-Uni, qui tente de mettre en évidence cette question au débat public. Les chercheurs ont également recommandé des traitements plus importants et à long terme, ainsi qu'un suivi, pour les hommes qui montrent des signes de pensées suicidaires. L'évolution culturelle des attitudes concernant les rôles de genre et les normes, et surtout les idées sur la masculinité, peut également contribuer à combler le fossé entre les genres. Certaines études ont révélé que, parce que les jeunes hommes ont un risque plus élevé de faire des tentatives de suicide, des politiques adaptées à cette tranche de la population sont les plus efficaces pour réduire les taux globaux.

## Statistiques
L'incidence du suicide est nettement plus élevé chez les hommes que chez les femmes, parmi tous les groupes d'âge, dans la plupart des pays du monde.

### États-Unis
Aux États-Unis, le ratio du suicide des adolescents sous forme de sex-ratio est estimé à 3 hommes pour 1 femme. Généralement, les hommes meurent par suicide trois à cinq fois plus souvent que les femmes. Un point important est que l'utilisation des ressources en santé mentale peut être un facteur important de la différence du taux de suicide entre les genres aux États-Unis, avec plutôt plus de soins reçus chez les femmes pour la santé mentale alors que l'écart en termes de problèmes dans ce domaine n'est visiblement pas le même. Des études ont montré que les femmes sont de 13 à 21 % plus susceptibles que les hommes de recevoir un diagnostic psychiatrique. Alors que de 72 à 89 % des femmes qui ont tenté de se suicider ont été en contact avec un professionnel de santé mentale à un moment de leur vie, seulement 41 à 58 % des hommes qui ont tenté de se suicider avaient fait usage de cette ressource.
Aux États-Unis, il y a des écarts en matière du taux de suicide selon le groupe ethnique. Selon les Centres pour le contrôle et la prévention des maladies (CDC), en 2013, le taux de suicide chez les Blancs et les Indiens d'Amérique étaient plus de deux fois plus élevé que le taux des Afro-américains et des Hispaniques. Une étude de 2008 a montré que le taux de tentatives de suicide auto-déclarées était plus élevé chez les Indiens d'Amérique et les hommes natifs d'Alaska, et plus faible chez les femmes Afro-américaines. Les taux de tentatives de suicide sont les plus élevés chez les Indiens d'Amérique et les femmes natives d'Alaska, et les plus faibles chez les hommes Afro-américains et Blancs. Cela reflète la tendance générale décrite par le paradoxe du genre. Les explications de la raison des taux de tentatives de suicide et des suicides aboutis varient en fonction de l'appartenance ethnique, qui sont souvent basées sur des différences culturelles. Dans l'étude du suicide parmi les personnes afro-américaines, il a été suggéré que les femmes ont généralement un meilleur accès aux relations familiales, qui peuvent atténuer les facteurs de risque de suicide. Parmi les populations hispaniques, la même étude a montré que les valeurs culturelles de marianismo, qui met l'accent sur la docilité des femmes et la soumission face aux hommes, peut aider à expliquer le taux plus élevé de suicide de femmes latines par rapport aux hommes latins. Les auteurs de cette étude n'ont pas extrapolé leurs conclusions sur l'origine ethnique pour les populations extérieures aux États-Unis.

### Europe
L'écart entre les genres vis-à-vis du suicide est généralement plus grand dans les pays occidentaux. Parmi les pays européens, l'écart entre les genres est particulièrement important dans les pays d'Europe orientale comme la Lituanie, la Biélorussie, et la Hongrie. Certains chercheurs attribuent le haut niveau des taux, dans les anciens pays soviétiques, à l'instabilité politique récente. Une attention particulière sur la famille, placée sous contrôle soviétique, conduit les femmes à devenir de plus en plus prisées. Les fluctuations économiques ont empêché les hommes de subvenir aux besoins de leur famille, ce qui les a empêché de remplir leur rôle traditionnel de genre. Combinés, ces facteurs pourraient expliquer l'écart entre les genres,. D'autres recherches indiquent que les cas les plus élevés d'alcoolisme, parmi les hommes, peuvent être à blâmer. En 2014, le taux de suicides chez les hommes de moins de 45 ans, au Royaume-Uni, a atteint un sommet en 15 ans : 78 % du total des 5140 personnes.

### Nations non occidentales
Un haut niveau de mortalité masculine par suicide est également évident à partir des données provenant de pays non occidentaux. De 1979 à 1981, sur les 74 pays avec un taux de suicide non nul, 69 pays comprenaient un taux de suicide masculin supérieur au taux féminin, deux ont rapporté des taux égaux entre les deux genres (Seychelles et Kenya), tandis que trois ont rapporté des taux féminins dépassant les taux masculins (Papouasie-Nouvelle-Guinée, Macao et Guyane française). Le contraste est encore plus grand aujourd'hui, avec les statistiques de l'OMS montrant la Chine comme étant le seul pays où le taux de suicide féminin correspond à, ou dépasse, le taux masculin. Barraclough a constaté que les taux féminins des personnes âgées de 5 à 14 ans égalaient, ou dépassaient, les taux masculins, dans seulement 14 pays, principalement en Amérique du Sud et en Asie.

### Chine
Dans la plupart des pays, la majorité des suicides sont réalisés par les hommes mais, en Chine, les femmes sont 40 % plus susceptibles de se suicider. Les rôles de genre traditionnels en Chine incluent la responsabilité des femmes dans le maintien du bonheur de la famille. Le suicide des femmes en Chine est présenté, dans la littérature, comme une solution acceptable pour éviter la honte pouvant être portée à elles-mêmes ou à leurs familles. La Chine, et d'autres pays non occidentaux, ont été moins touchés par la perte d'emploi dans l'industrie, l'évolution des modes de relations sociales et la modification de la structure familial. C'est une explication de la tendance du taux de suicide, en Chine, à être plus proche ou beaucoup plus bas que le taux de suicide différent selon le genre, trouvé dans les précédentes décennies, dans les pays occidentaux. Une autre explication pour l'augmentation des suicides chez les femmes en Chine est que les pesticides sont facilement accessibles et ont tendance à être utilisés par les femmes pour attenter à leur vie. Une autre explication est que les femmes sont considérées comme subordonnées aux hommes par rapport aux rôles de genre chinois. Troisièmement, les conditions de vie difficiles et à un point de vue rigide sur les valeurs du mariage et de la famille causent un stress élevé chez les femmes, qui est un facteur de risque de comportement suicidaire. Le taux de comportements suicidaires non mortels est de 40 à 60 pour cent plus élevé chez les femmes que chez les hommes. Cela est dû au fait que plus de femmes sont diagnostiquées dépressives que les hommes, et aussi que la dépression est en corrélation avec les tentatives de suicide.